# کاوهایوکی
کاوهایوکی (به لاتین: Kauhajoki) یک شهرک در فنلاند است که در اوستروبوتنیای جنوبی واقع شده‌است. این شهرک در سال ۲۰۱۷ میلادی ۱۳٬۶۷۸ نفر جمعیت داشته‌است.